# Copris punjabensis
Copris punjabensis là một loài bọ cánh cứng trong họ Bọ hung (Scarabaeidae).